# Dodécylbenzène
 (février 2023).
Si vous disposez d'ouvrages ou d'articles de référence ou si vous connaissez des sites web de qualité traitant du thème abordé ici, merci de compléter l'article en donnant les références utiles à sa vérifiabilité et en les liant à la section « Notes et références ».
Le dodécylbenzène est un composé organique de formule C12H25C6H5. Ce composé cireux consiste en un groupe dodécyl (C12H25) attaché à un groupe phényl (C6H5). Le dodécylbenzène est un précurseur du dodécylbenzènesulfonate de sodium, un surfactant utilisé dans les produits ménagers tels que le savon dans les lessives.

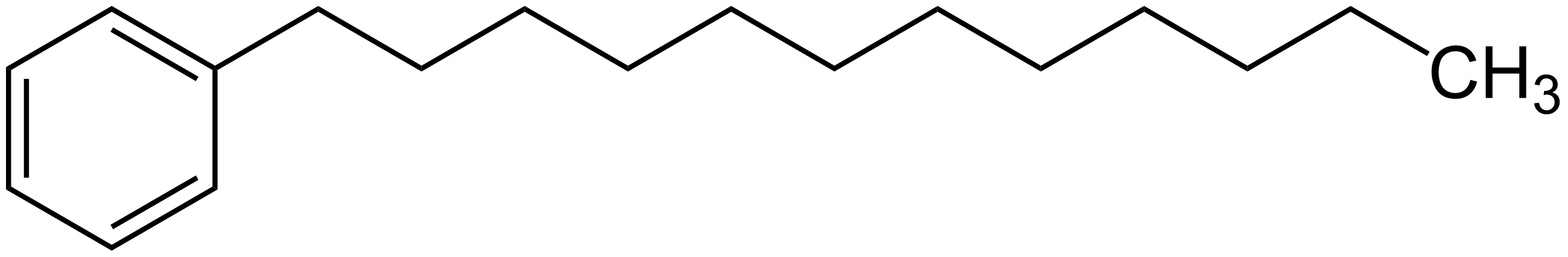
Formule chimique du dodécylbenzène.